# ルイ・コスタ
ルイ・マヌエル・セーザル・コスタ（Rui Manuel César Costa, 1972年3月29日 - ）は、ポルトガル・アマドーラ出身の元サッカー選手。元ポルトガル代表。現役時代のポジションはミッドフィールダー。現在はSLベンフィカで会長を務める。
現役時代は「マエストロ」の愛称で知られ、卓越したテクニックと広い視野、優れたパスセンスで知られていた。また、両足での正確な得点力も兼ね備えていた。選手時代にはSLベンフィカ、ACFフィオレンティーナ、ACミランなどでプレーし、プリメイラ・リーガ、タッサ・デ・ポルトガル、セリエA、コッパ・イタリア、UEFAチャンピオンズリーグ、UEFAスーパーカップなどのタイトルを獲得している。また、ポルトガル代表では94試合に出場して26得点を挙げている他、UEFA欧州選手権に3度とFIFAワールドカップに1度それぞれ出場している。

## クラブ経歴

### SLベンフィカ
1982年、コスタはベンフィカの入団テストに参加した。その際のプレーがベンフィカの英雄であるエウゼビオに評価され、彼は18歳になる1990年までベンフィカのユースチームでプレーした。1990年、コスタは2部のADファフェへレンタルで移籍し、トップデビューを飾った。1991年にはベンフィカに復帰し、中心選手として定期的に出番を得た。1991-92シーズンにはポルトガル・カップを、その翌シーズンの1993-94シーズンにはプリメイラ・リーガを制覇した。コスタはジョアン・ピントらと共に強力な中盤を形成し、彼のチームでの役割の重要さを示した。

### ACFフィオレンティーナ
1994年の夏、ヨハン・クライフ監督が獲得を希望し、FCバルセロナへの移籍が確定していた。しかし、選挙戦でベンフィカの会長が変わったことにより、ベンフィカは更に高い移籍金を要求、イタリアのセリエAに所属するACFフィオレンティーナが、バルセロナより高額な移籍金を支払うことを約束したため、フィオレンティーナへ移籍することとなった。本人はバルセロナでのプレーを望んでいたが、チームの経済的な理由から、フィオレンティーナへの移籍を受け入れた。
ガブリエル・バティストゥータと強力なコンビを形成し、1996年にはコッパ・イタリア、スーペルコッパ・イタリアーナを制覇するなど、7シーズンの間、優れたプレーを見せてファンたちから愛された。

### ACミラン
2001年、フィオレンティーナの財政悪化などもあり、2000-01シーズンにフィオレンティーナのコーチを務めていたファティ・テリムが指揮するACミランに移籍した。その際の移籍金は2001-02シーズンのセリエAでは最高額の850億リラ(4390万ユーロ)に上った。加入直後に怪我をしたこともあり初年度はあまり活躍できなかったが、翌シーズンには調子を上げ、UEFAチャンピオンズリーグとコッパ・イタリアの2冠に貢献した。しかし、2003年以降は新加入のカカにポジションを奪われ、十分な出場機会を得られなかった。それでもコスタはカカに対して賞賛を惜しまず、また個人的にもアドバイスを送り続けカカの成長を手助けした。後にカカも、「コスタは僕のことをすごく助けてくれた。コスタと僕は先生と生徒の関係だったね。」と述べている。コスタの引退試合の前日には、ミランの副会長のアドリアーノ・ガッリアーニは「ミラノ市民、そしてイタリア国民は決してコスタの名前を忘れることはないだろう。君はいつまでも“ロッソ・ネロ”（ミランの愛称）の家族の一員だ」とコスタをたたえる手紙をファックスで届け、キャプテンのパオロ・マルディーニは「コスタがまだまだ僕らのサッカー界で活躍できる一流の選手であることは僕が一番よく分かるよ。偉大なる男、そして友人だったルイにありがとうと言いたい」とのメッセージを寄せた。コスタはこれらのメッセージについて、「感動して泣いてしまった。」と引退試合後の記者会見で語っている。

### ベンフィカ復帰
2006年5月25日、コスタは相方合意の上でミランとの契約を解除し、古巣のベンフィカに復帰した。同年8月22日、コスタは復帰初戦の、チャンピオンズリーグの本戦出場を懸けたFKアウストリア・ウィーンとの予選3回戦で、豪快なミドルシュートで先制ゴールを上げ、ベンフィカの3-0での勝利と本戦への出場に大きく貢献した。
しかしこの試合で彼は右足太ももの筋肉を傷めてしまい、さらに2週間後のボアヴィスタFC戦での強行出場が裏目に出て1ヶ月間の離脱を余儀なくされた。そして復帰後のCDアヴェス戦でも違和感を訴え、再び3ヶ月の間負傷離脱した。2007年1月のタッサ・デ・ポルトガル4回戦のオリヴェイラ・ド・バイーロSC戦で復帰した後は、11試合に先発出場した。しかしチームはFCポルトとスポルティングCPに次ぐ3位に終わり、タッサ・デ・ポルトガルではベスト16で敗退すると、チャンピオンズリーグでも敗退し、UEFAカップではRCDエスパニョールに敗れて無冠に終わった。
2007-08シーズンの開幕前、コスタは同シーズン限りで引退することになるだろうと話した。同シーズン開幕時、ベンフィカは監督のフェルナンド・サントスを解任し、後任の監督としてホセ・アントニオ・カマーチョを指名したが、コスタは監督交代後もレギュラーを務めた。シーズン初戦のチャンピオンズリーグ予選のFCコペンハーゲン戦では2得点を挙げ、チームの本戦出場に貢献した また同じカードでアウェーでの第2戦でも1-0での勝利に重要な役割を果たし、ベンフィカの3年連続のグループステージ進出に貢献した。9月のCDナシオナル戦では、リーグ戦では復帰以来初となる得点を挙げるなど、公式戦6試合で4ゴールの好スタートを切り、SJPF月間最優秀選手賞を獲得した。またチャンピオンズリーグでは、アウェーで古巣ミランと対戦し、この試合には1-2で敗れたが、5日後のホームでの再戦では1-1で引き分けた。しかしチームはミランとセルティックFCの後塵を拝し、3位に終わった。
2007年12月31日、コスタは2007-08シーズンを持って選手生活を引退することを正式に表明した。そして2008年5月11日、スーペル・リーガの2007-08シーズン最終戦となったヴィトーリアFCとのホームゲームで、「多くのファンとプライドと共にピッチを去る」という言葉を残し、選手生活を引退した。この試合には54000人の観客が集まり、大きな拍手を受けた。試合後の記者会見では、一番の思い出としてワールドユースでの優勝を挙げ、最高のチームメイトにはガブリエル・バティストゥータとパオロ・マルディーニを挙げている。また、「（怪我で活躍できなかった大きな大会が多かったこと、所属クラブの財政難から移籍した経験などを指して）選手生活に運が無かったとは思わないか？」との質問を受けた。これに対し、コスタは「最後の試合に5万4千人も集まって声援を送ってくれた。これほど幸せな選手はいないんじゃないかな？僕は十分運が強いと思うよ。」と答え、最後まで前向きで周囲に感謝する彼らしさを感じさせる受け答えとなった。

## ポルトガル代表経歴

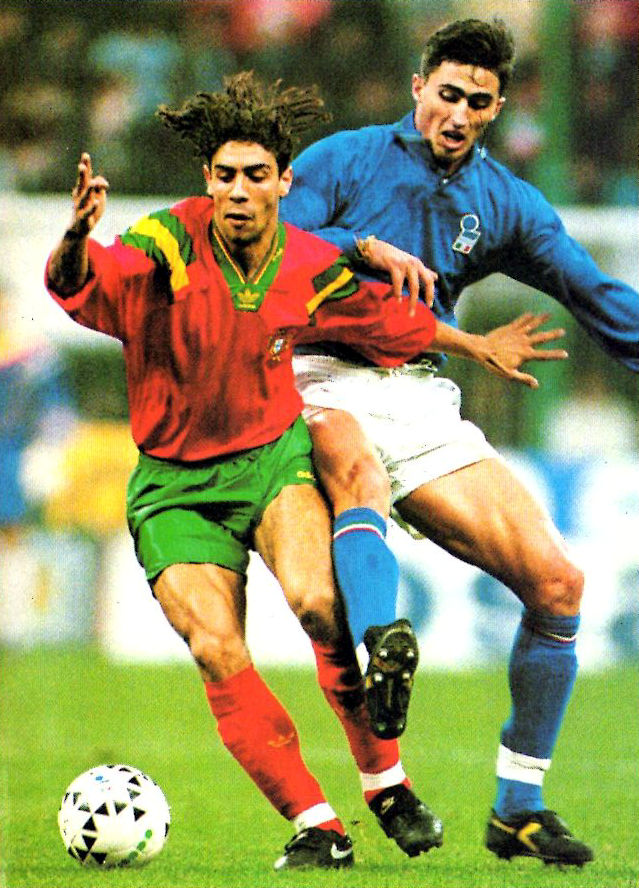
ポルトガル代表でのコスタ（1993年）

1991年、U-20ポルトガル代表としてカルロス・ケイロスの下で地元開催のワールドユースに出場し、決勝でブラジルを破って優勝を果たした。以降、ルイス・フィーゴらと共にポルトガルサッカー黄金世代の中心選手となった。
1993年3月、FIFAワールドカップ欧州予選のスイス戦でA代表デビューを果たした。ポルトガル代表の主力としても成長し、1996年のEURO1996ではベスト8、2000年のEURO 2000ではベスト4に進出した。
2002 FIFAワールドカップでは、自身初のW杯出場を果たした。しかし、グループリーグ初戦のアメリカ戦で敗れると、2戦目のポーランド戦では得点したものの、3戦目の韓国戦では出場機会を得られず、チームもグループリーグで敗退した。2002 W杯が行われた01-02シーズンはルイ・コスタ自身のコンディションが1番良くなかった状態であり、ジョアン・ピントがトップ下の定位置となっていた。
地元開催のEURO2004にも出場し、グループリーグ第2回戦のロシア戦で得点を挙げ、チームの初勝利に貢献した。準々決勝のイングランド戦では延長後半に得点を挙げたが、直後にフランク・ランパードの同点ゴールを許してPK戦に突入した。PK戦ではコスタがPKを失敗したものの、チームは勝利した。その後準決勝でオランダを破り、決勝戦の前日にはこの決勝戦で代表を引退すると表明していたが、決勝では開幕戦でも敗れたギリシャに敗れ準優勝に終わった。この大会を最後にポルトガル代表を引退した。
コスタはミッドフィルダーであるにも関わらず、94試合に出場して26得点を記録した。出場試合数は歴代4位、得点数は歴代7位の記録である。

## 引退後
引退試合の翌日、コスタはベンフィカのテクニカル・ディレクターに就任した。2008年には、新監督にスペイン人のキケ・サンチェス・フローレスを任命し、アルゼンチン代表の司令塔パブロ・アイマール、スペイン代表のウィングホセ・アントニオ・レジェス、ホンジュラス代表のストライカーダビド・スアソらとの契約を成立させた。その翌年の2009年には、アルゼンチン代表のストライカーハビエル・サビオラ、ブラジル代表の攻撃的MFラミレス、スペインの守備的MFハビ・ガルシアらを獲得した他、監督のキケ・サンチェスとの契約を解除し、新監督にポルトガル人のジョルジェ・ジェズスを指名した。このシーズン、ベンフィカはライバルのFCポルトを破り、5シーズンぶりのリーグ戦優勝を果たした。
2021年10月9日、ベンフィカの新会長に選出されたことが発表された。得票率は84.48％で任期は2025年までの4年間。

## 出演
1996年、アメリカのスポーツウェア会社Nikeが主催する、「正義対悪」というタイトルのコマーシャルに出演した。ローマのアンフィテアトルムが舞台となっており、ロナウド、パオロ・マルディーニ、エリック・カントナ、ルイス・フィーゴ、パトリック・クライファートなど世界中のサッカー選手が、「ジョゴ・ボニート（美しいゲーム）」を守るために、悪のチームと戦うというストーリーとなっている。またコスタは、EAスポーツが製作したテレビゲーム、FIFA16にも登場している。

## エピソード
- ピッチに入場する際は、子供の頃の憧れの選手だったカルロス・マヌエル（ポルトガル語版）を真似して、決まって列の最後に着いていた[11]。
- ACミラン時代、チームメートであるアンドリー・シェフチェンコは、彼について「世界最高のパサー」と述べている[2]。
- ポルトガル代表の元チームメイトクリスティアーノ・ロナウドは、子供の頃の憧れの選手としてコスタの名前を挙げている[51][52]。
- 2004年には、ペレが選んだ125人の偉大なサッカー選手のリスト、『FIFA 100』に選出された[53][54]。また2004年には、エンリケ航海王子勲章[55]も受賞している。

## 個人成績
| クラブ             | シーズン     | リーグ戦               | リーグ戦 | リーグ戦 | 国内カップ | 国内カップ | 国際大会 | 国際大会 | その他 | その他 | 合計 | 合計 |
| クラブ             | シーズン     | ディヴィジョン         | 出場     | 得点     | 出場       | 得点       | 出場     | 得点     | 出場   | 得点   | 出場 | 得点 |
| ------------------ | ------------ | ---------------------- | -------- | -------- | ---------- | ---------- | -------- | -------- | ------ | ------ | ---- | ---- |
| ファフェ (loan)    | 1990-91      | セグンダ・ディヴィゾン | 38       | 6        | 0          | 0          | -        | -        | -      | -      | 38   | 6    |
| ベンフィカ         | 199-92       | プリメイラ・リーガ     | 21       | 4        | 3          | 0          | 7        | 0        | 1      | 0      | 32   | 4    |
| ベンフィカ         | 1992-93      | プリメイラ・リーガ     | 23       | 4        | 4          | 1          | 4        | 0        | 1      | 0      | 32   | 5    |
| ベンフィカ         | 1993-94      | プリメイラ・リーガ     | 34       | 5        | 3          | 1          | 8        | 4        | 2      | 0      | 47   | 10   |
| ベンフィカ         | クラブ通算   | クラブ通算             | 78       | 13       | 10         | 2          | 19       | 4        | 4      | 0      | 111  | 19   |
| フィオレンティーナ | 1994-95      | セリエA                | 31       | 9        | 4          | 0          | -        | -        | -      | -      | 35   | 9    |
| フィオレンティーナ | 1995-96      | セリエA                | 34       | 4        | 7          | 2          | -        | -        | -      | -      | 41   | 6    |
| フィオレンティーナ | 1996-97      | セリエA                | 28       | 2        | 1          | 0          | 8        | 0        | 1      | 0      | 38   | 2    |
| フィオレンティーナ | 1997-98      | セリエA                | 32       | 3        | 5          | 2          | -        | -        | -      | -      | 37   | 5    |
| フィオレンティーナ | 1998-99      | セリエA                | 31       | 10       | 7          | 4          | 1        | 0        | -      | -      | 39   | 14   |
| フィオレンティーナ | 1999-00      | セリエA                | 30       | 4        | 4          | 0          | 14       | 2        | -      | -      | 48   | 6    |
| フィオレンティーナ | 2000-01      | セリエA                | 29       | 6        | 7          | 2          | 2        | 0        | -      | -      | 38   | 8    |
| フィオレンティーナ | クラブ通算   | クラブ通算             | 215      | 38       | 35         | 10         | 25       | 2        | 1      | 0      | 276  | 50   |
| ミラン             | 2001-02      | セリエA                | 22       | 0        | 1          | 0          | 10       | 3        | -      | -      | 33   | 3    |
| ミラン             | 2002-03      | セリエA                | 25       | 0        | 5          | 1          | 18       | 0        | -      | -      | 48   | 1    |
| ミラン             | 2003-04      | セリエA                | 28       | 3        | 4          | 0          | 6        | 0        | 3      | 0      | 41   | 3    |
| ミラン             | 2004-05      | セリエA                | 24       | 1        | 4          | 0          | 9        | 0        | 1      | 0      | 38   | 1    |
| ミラン             | 2005-06      | セリエA                | 25       | 0        | 3          | 3          | 4        | 0        | -      | -      | 32   | 3    |
| ミラン             | クラブ通算   | クラブ通算             | 124      | 4        | 17         | 4          | 47       | 3        | 4      | 0      | 192  | 11   |
| ベンフィカ         | 2006-07      | プリメイラ・リーガ     | 14       | 0        | 3          | 0          | 5        | 1        | -      | -      | 22   | 1    |
| ベンフィカ         | 2007-08      | プリメイラ・リーガ     | 29       | 5        | 4          | 3          | 12       | 2        | 0      | 0      | 45   | 10   |
| ベンフィカ         | クラブ通算   | クラブ通算             | 43       | 5        | 7          | 3          | 17       | 3        | 0      | 0      | 67   | 11   |
| キャリア通算       | キャリア通算 | キャリア通算           | 498      | 66       | 69         | 19         | 108      | 12       | 9      | 0      | 684  | 97   |

## 代表歴

### 出場大会
- ポルトガル代表
  - 2002 FIFAワールドカップ

### 試合数
- 国際Aマッチ 94試合 26得点（1993年 - 2004年）[56]

| ポルトガル代表 | 国際Aマッチ | 国際Aマッチ |
| 年             | 出場        | 得点        |
| -------------- | ----------- | ----------- |
| 1993           | 7           | 2           |
| 1994           | 5           | 1           |
| 1995           | 7           | 3           |
| 1996           | 11          | 2           |
| 1997           | 4           | 0           |
| 1998           | 5           | 3           |
| 1999           | 9           | 6           |
| 2000           | 13          | 3           |
| 2001           | 6           | 0           |
| 2002           | 7           | 2           |
| 2003           | 11          | 1           |
| 2004           | 9           | 3           |
| 通算           | 94          | 26          |

## タイトル
| SLベンフィカ - スーペル・リーガ：1993-94 - タッサ・デ・ポルトガル：1993 ACFフィオレンティーナ - コッパ・イタリア：1996, 2001 - スーペルコッパ・イタリアーナ：1996 ACミラン - セリエA：2003-04 - コッパ・イタリア：2003 - スーペルコッパ・イタリアーナ：2004 - UEFAチャンピオンズリーグ：2003 - UEFAスーパーカップ：2003 - インターコンチネンタルカップ | ポルトガル代表 - FIFAワールドユース選手権：1991 - トゥーロン国際大会：1992 個人 - トゥーロン国際大会最優秀選手賞：1992 - トゥーロン国際大会得点王：1992 - UEFA欧州選手権大会ベストチーム：1996, 2000 - FIFAワールドイレブン：1998 - FIFA 100 - SJPF月間最優秀選手賞：September 2007 - コスメ・ダミアン賞：2007 - ACミランの殿堂 - ACFフィオレンティーナ歴代ベストイレブン |